# 生活クラブ風の村
生活クラブ風の村（せいかつクラブかぜのむら）とは、千葉県佐倉市に本部を置く社会福祉法人生活クラブの呼称である。千葉県内で、「生活クラブ風の村」を冠する各種福祉施設を運営している。

## 概要
- 高齢者支援
  - 生活クラブ風の村は、病気や障害があっても自宅や住み慣れた地域で暮らせるように、いろいろな事業で生活をサポートしている。自宅で生活をしながら利用できるデイサービス、ショートステイ、訪問介護、ケアプラン作成のほか、小規模多機能型介護や定期巡回、随時対応型訪問などがある。また、老人ホームや高齢者向け住宅など、入居して生活できる施設も存在する[3]。
- 子育て支援
  - 子どもには、1人1人の子どもの特性に合わせ寄り添い、仲間との関係を築き、自尊心や自己肯定感を持って安心して生活ができる保育を実施している。また、食事は安全な食材を使用し、子供たちが健やかに成長できるようにし、地域社会の一員として過ごせるよう地域の人との連携を大切にしている。
- 障害児者支援
  - 18歳以上の障害者を対象にした「とんぼ舎」、重症心身障碍者が通う「重心通所」、小学生、中学生、高校生が主に放課後に通う「あかとんぼ」を運営。目的に合わせて地域で生活できるようにサポートしている。
- 医療
  - 訪問介護ステーションを運営。24時間365日体制で利用者や家族の療養生活を看護師や理学療法士が訪問しサポートしている。また、千葉県稲毛区に存在する「生活クラブいなげビレッジ虹と風」で外来や訪問治療を行っている園生治療所も運営。健康管理など、予防も支援している。
- 相談
  - 24時間365日体制で福祉の相談窓口を開設しており、複数の問題を抱えている人やどこに相談したらいいか悩んでいる人の相談を受けている。また、生活困窮者自立支援法に基づく自立相談支援、就労訓練事業、子どもの学習支援も行っている。

## 沿革
以下、出典は法人ウェブサイトの「沿革」による。
- 1976年 -「生活クラブ生活協同組合」（千葉）が発足。
- 1994年 - 「たすけあいネットワーク事業」を開始（全国の地域生協として初のホームヘルプサービス事業）。
- 1995年 - 高齢者福祉施設設立準備会が発足。
- 1998年 - 特別養護老人ホーム運営に向けて「社会福祉法人たすけあい倶楽部」を設立。
- 2000年 - 最初の特別養護老人ホーム「風の村」（現・生活クラブ風の村特養ホーム八街）を開設。
- 2003年 - 「中核地域生活支援センターあいネット」を開設。
- 2004年 - 「社会福祉法人たすけあい倶楽部」と「生活クラブ生活協同組合」（千葉）のたすけあいネットワーク事業を統合の上、「社会福祉法人生活クラブ」に改称。「わらしこ保育園」事業開始。在宅総合支援センターさくら風の村を開設。
- 2007年 - 千葉県佐倉市山崎にさくら風の村開所。
- 2011年 - 「生活クラブ生活協同組合」（千葉）の通称を「生活クラブ虹の街」、「社会福祉法人生活クラブ」の通称を「生活クラブ風の村」とする。「生活クラブいなげビレッジ虹と風」を開設。
- 2013年 - 「生活クラブ風の村重心通所さくら」「生活クラブ風の村はぐくみの杜君津」を開設。
- 2015年 - 「生活クラブ風の村福祉用具事業部」を開始。生活困窮者自立支援事業を受託。
- 2017年 - 「生活クラブ風の村はぐくみの杜君津赤ちゃんの家」を開設。